# Lamiini
I Lamiini Latreille, 1802, sono una tribù di coleotteri cerambicidi della sottofamigliaLamiinae.

## Morfologia

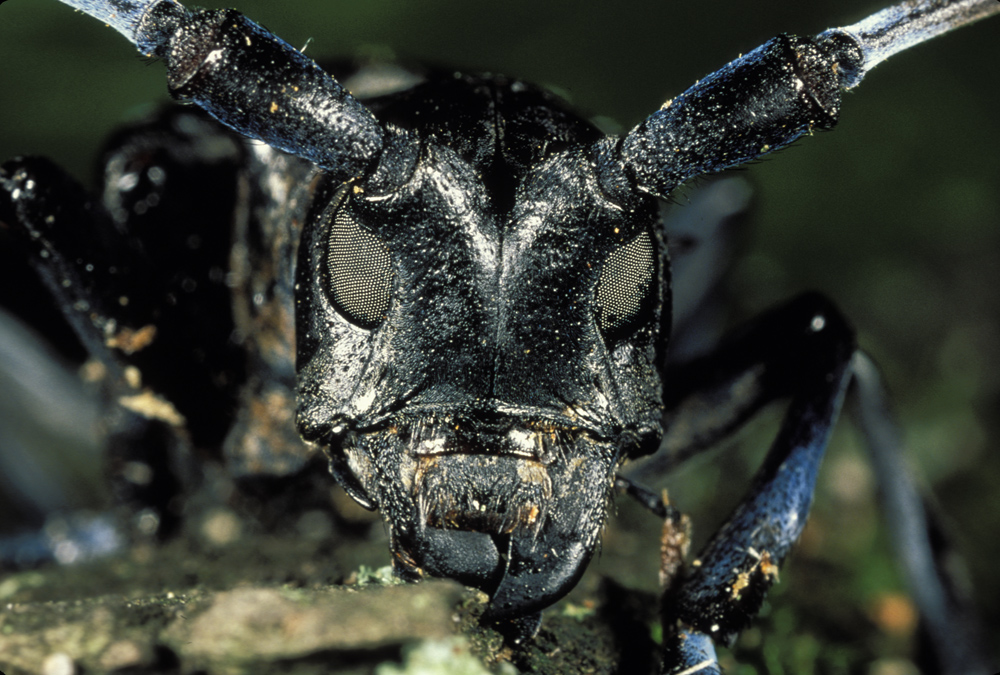
Anoplophora glabripennis (Motschulsky, 1863)

I rappresentanti dei Lamiini sono abbastanza facili da riconoscere tra gli altri Lamiinae per la presenza di una carena (denominata cicatrice) che forma un anello inspessito all'apice del primo segmento delle antenne.

Tale anello è presente solo in altre tribù facilmente riconoscibili: gli Gnomiini (indo-australiani, caratterizzati da protorace allungato) e i Batocerini (perlopiù indo-australiani, caratterizzati da coxe anteriori aperte).

Alcuni Lamiini (Macrohammus) raggiungono dimensioni considerevoli, ma non come i rappresentanti della tribù Batocerini.

## Biologia

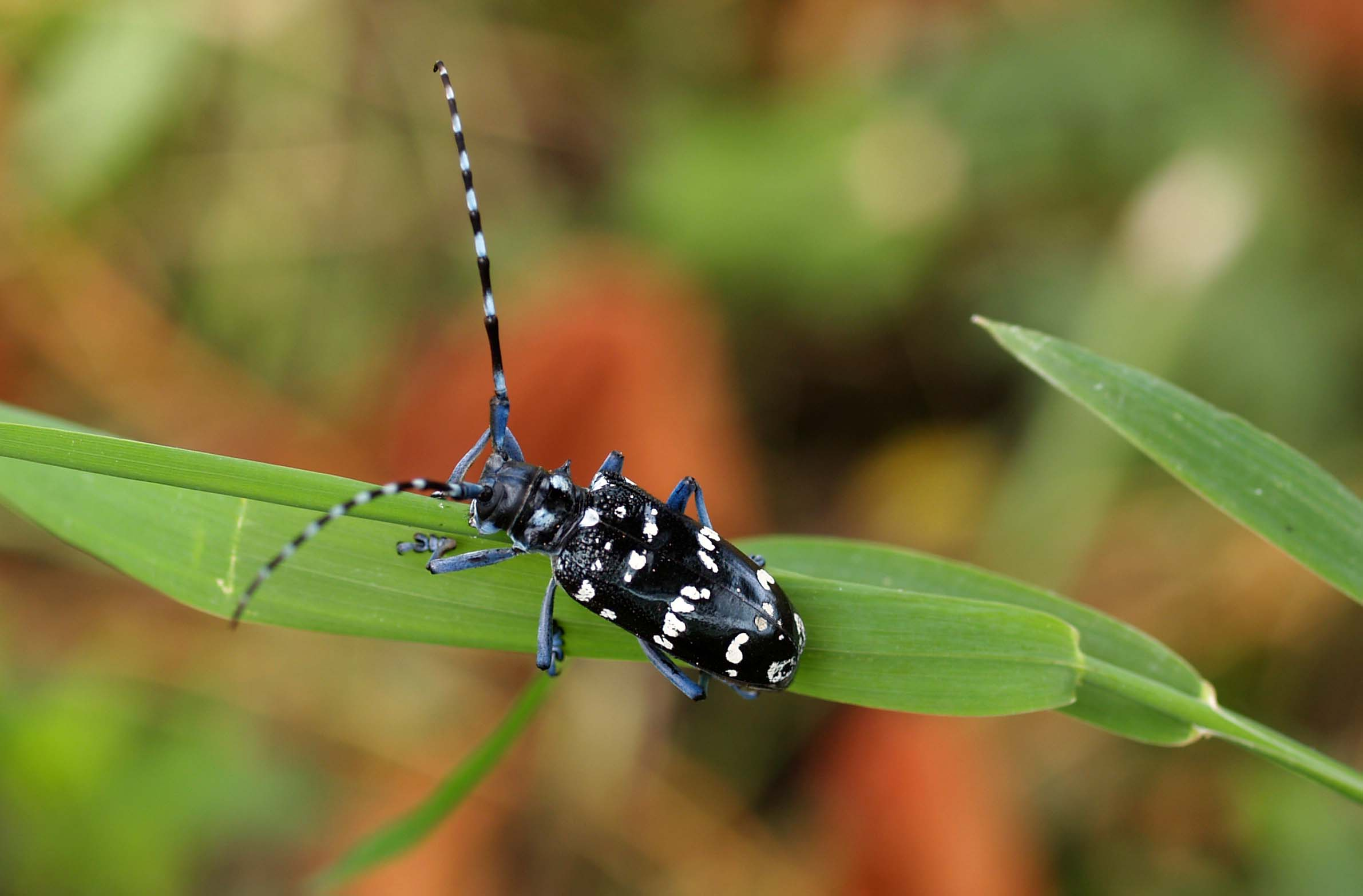
Anoplophora chinensis malasiaca (Thomson, 1865)

I lamiini, di solito di medie  o grandi dimensioni, sono tutti xilofagi e attaccano legno sia di conifere che di latifoglie. Alcuni si nutrono di legno in decomposizione, ma altri attaccano piante vive, producendo talora danni considerevoli.

Da tempo sono noti, specialmente nelle Alpi, i danni provocati alle conifere dai lamiini del genere Monochamus, ma recentemente sono balzati alla cronaca i danni provocati in Lombardia da Anoplophora chinensis malasiaca. Questa specie orientale, è stata casualmente importata dal Giappone  in Italia, dove ha cominciato a provocare danni le latifoglie dei parchi  e dei viali di questa regione, tali da obbligare all'abbattimento di decine di migliaia di piante.

## Distribuzione
I Lamiini sono diffusi in tutti i continenti, con particolare abbondanza nelle regioni tropicali, con circa milleduecento specie

### Specie italiane
I Lamiini italiani sono rappresentati da quattro generi e otto specie:
- Lamia Fabricius, 1775
  - Lamia textor (Linnaeus, 1758)

- Monochamus Megerle in Dejean, 1821
  - Monochamus galloprovincialis (Olivier, 1795)
  - Monochamus sutor (Linnaeus, 1758)
  - Monochamus sartor (Fabricius, 1787)
  - Monochamus saltuarius (Gebler, 1830)

- Morimus Brullé, 1832
  - Morimus asper Sulzer, 1776
  - Morimus funereus Mulsant, 1863

- Herophila Mulsant, 1863
  - Herophila tristis Linnaeus, 1767

### Galleria d'immagini di specie italiane

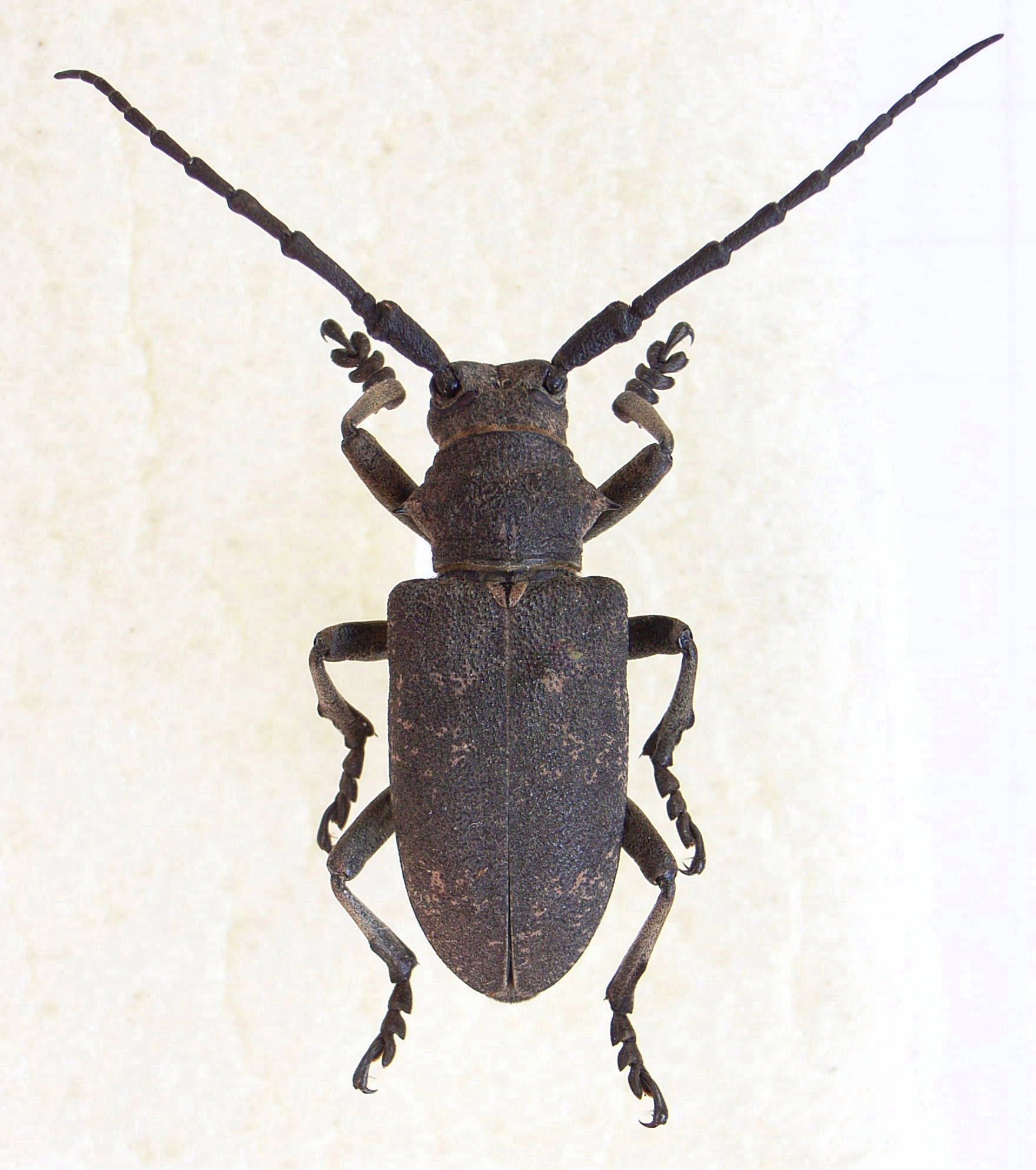
Lamia textor
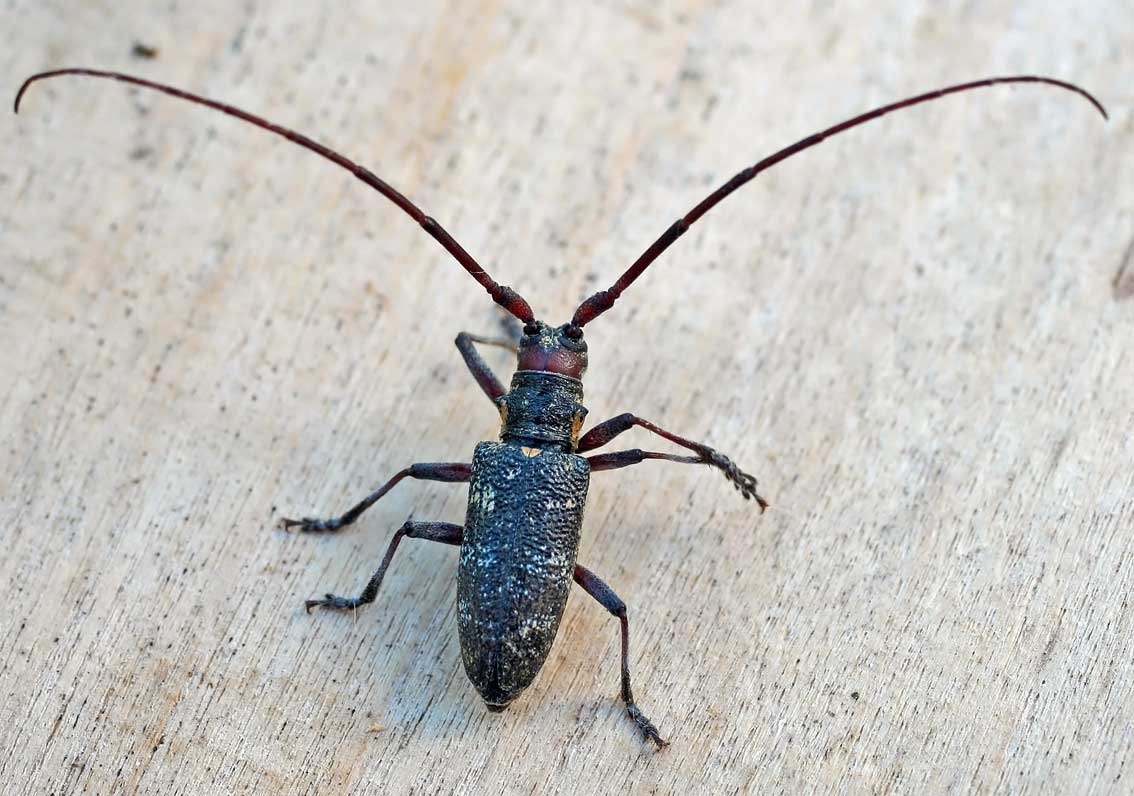
Monochamus galloprovincialis ♂
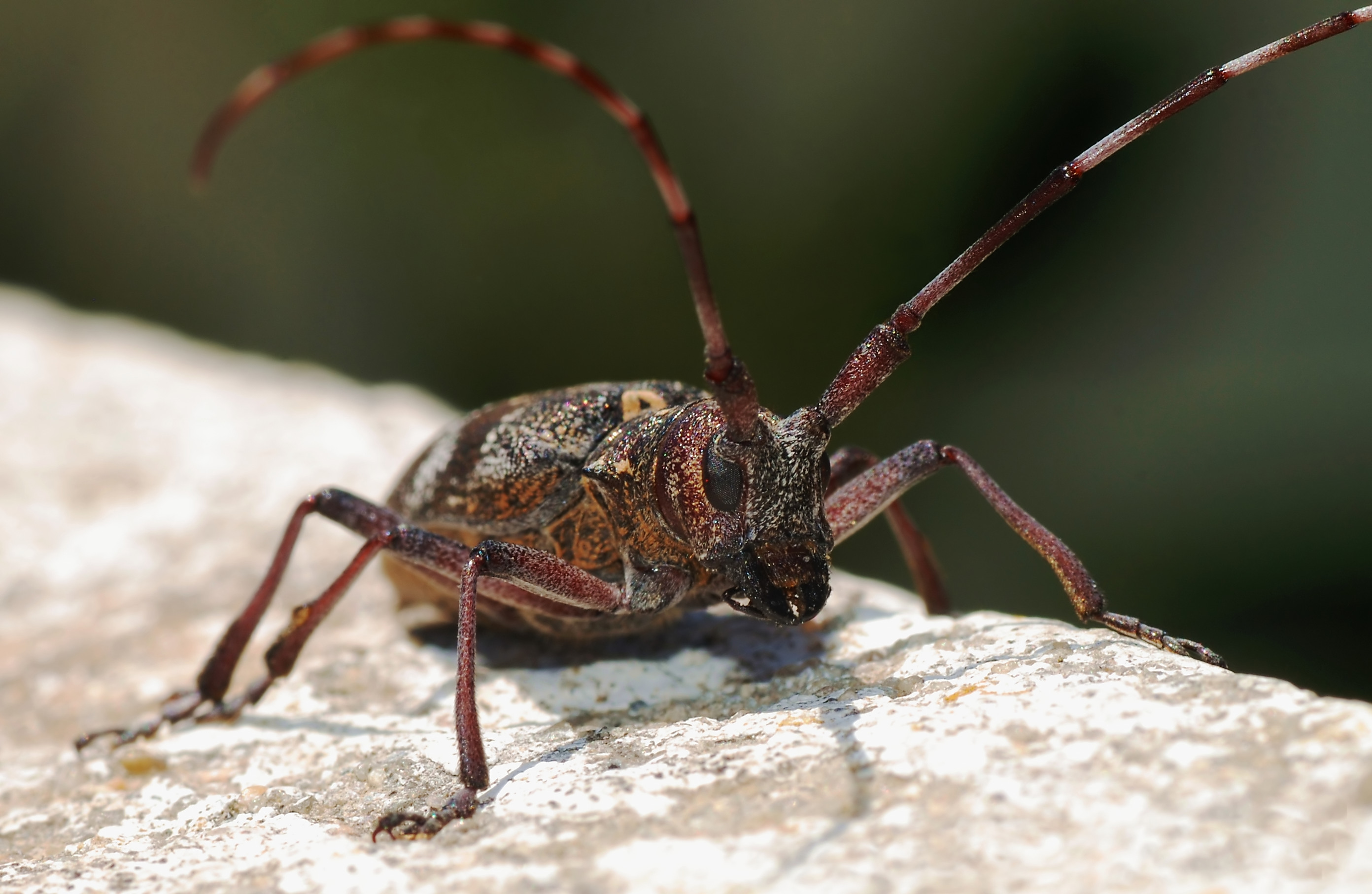
Monochamus galloprovincialis ♀
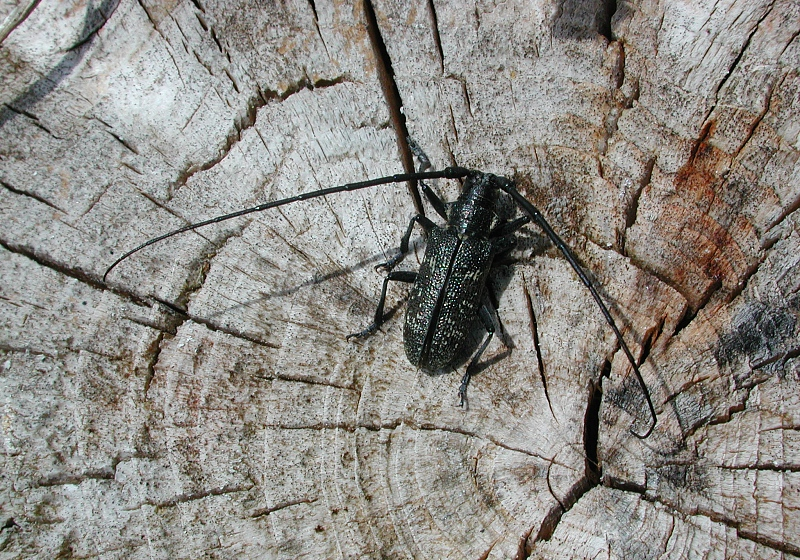
Monochamus sutor (Linnaeus, 1758) ♂
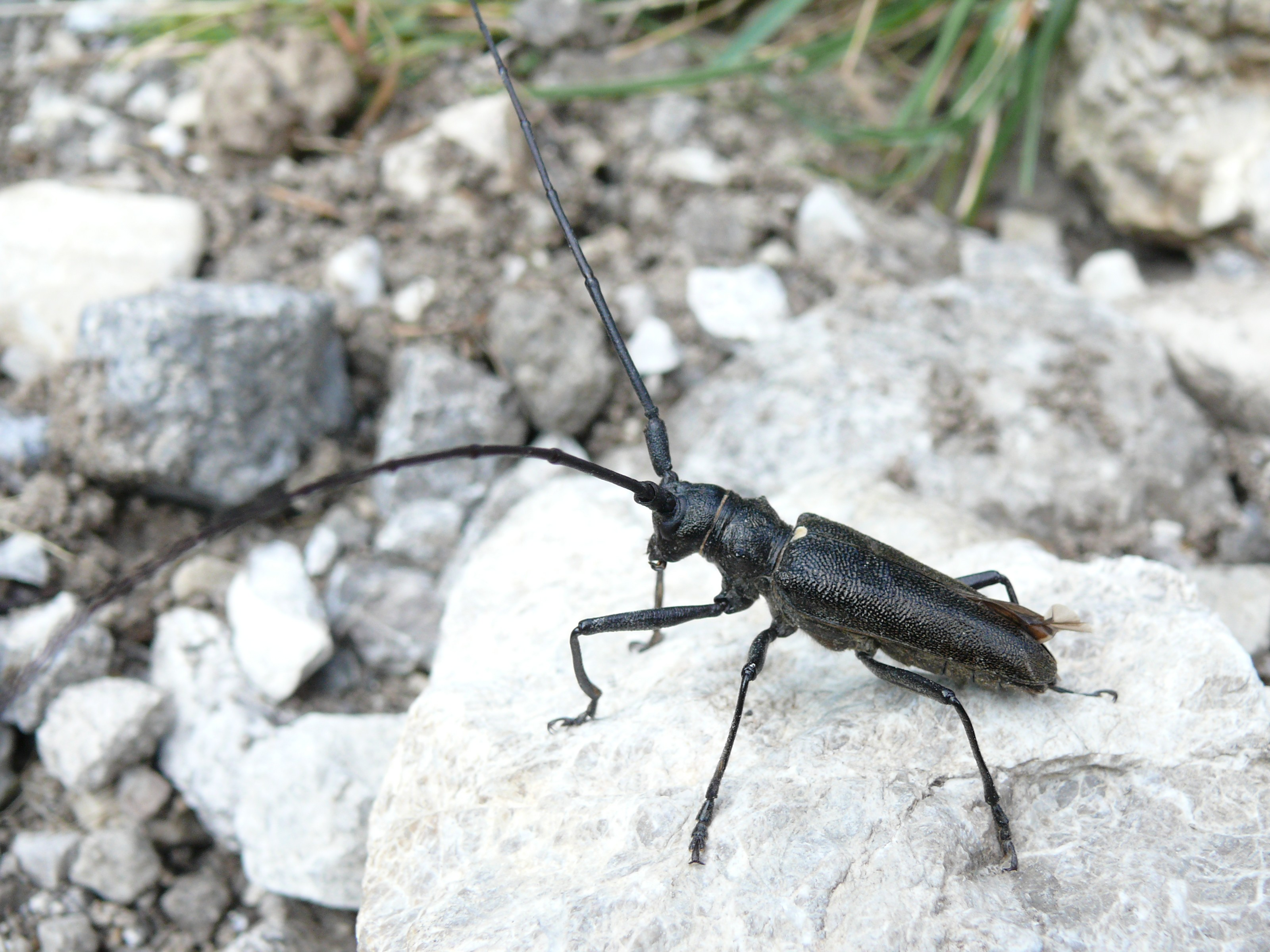
Monochamus sartor  ♂
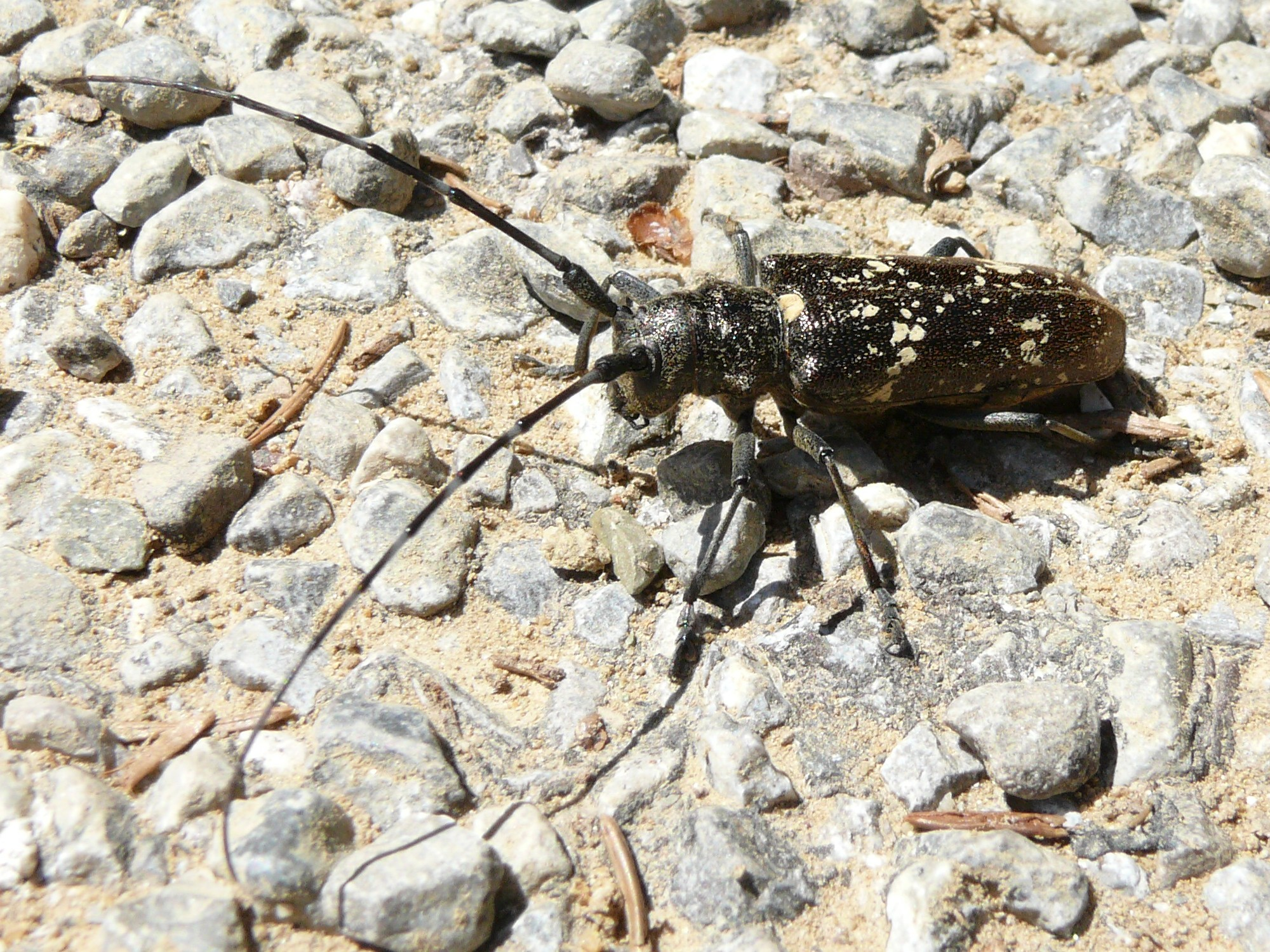
Monochamus sartor ♀
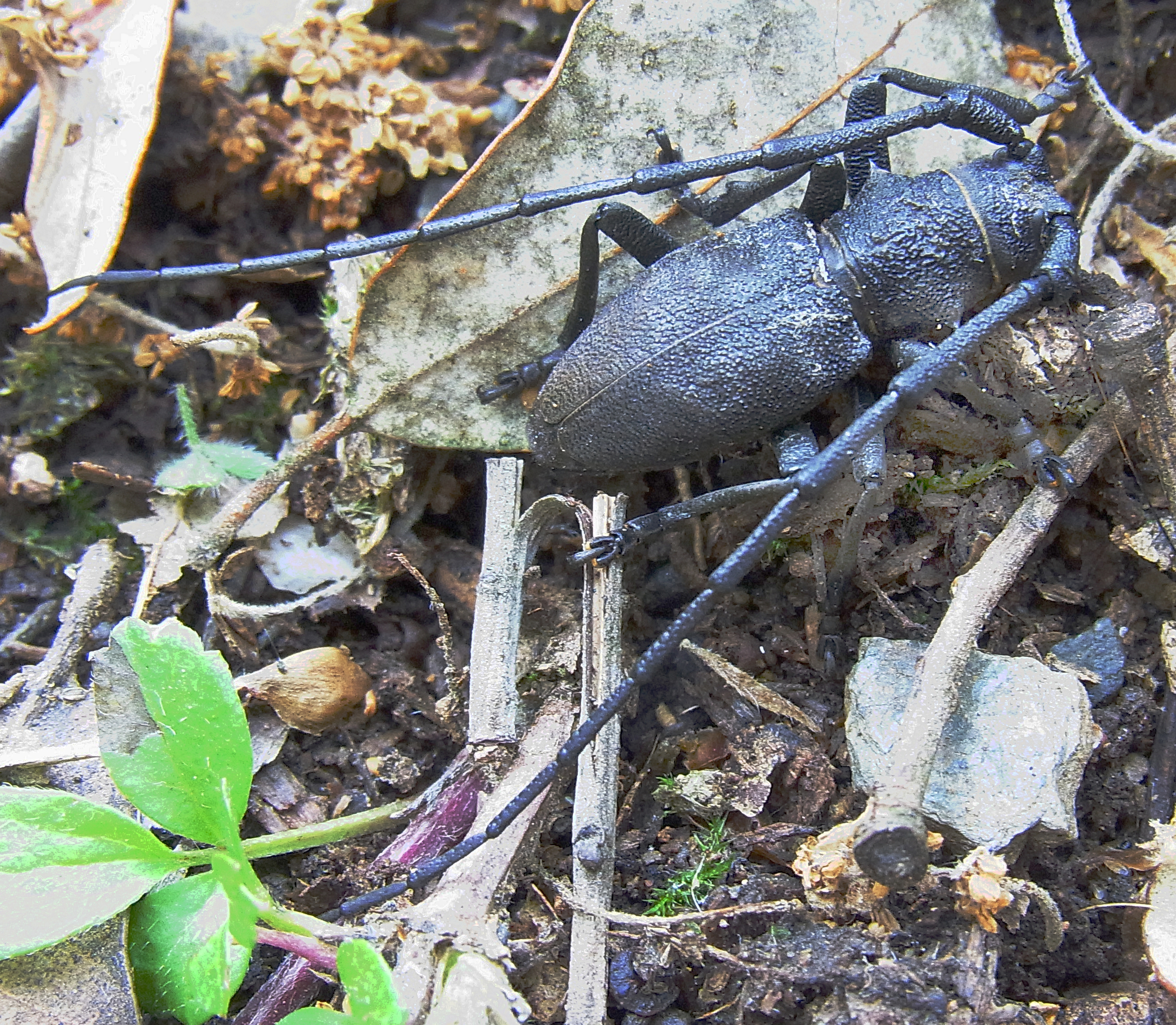
Morimus asper
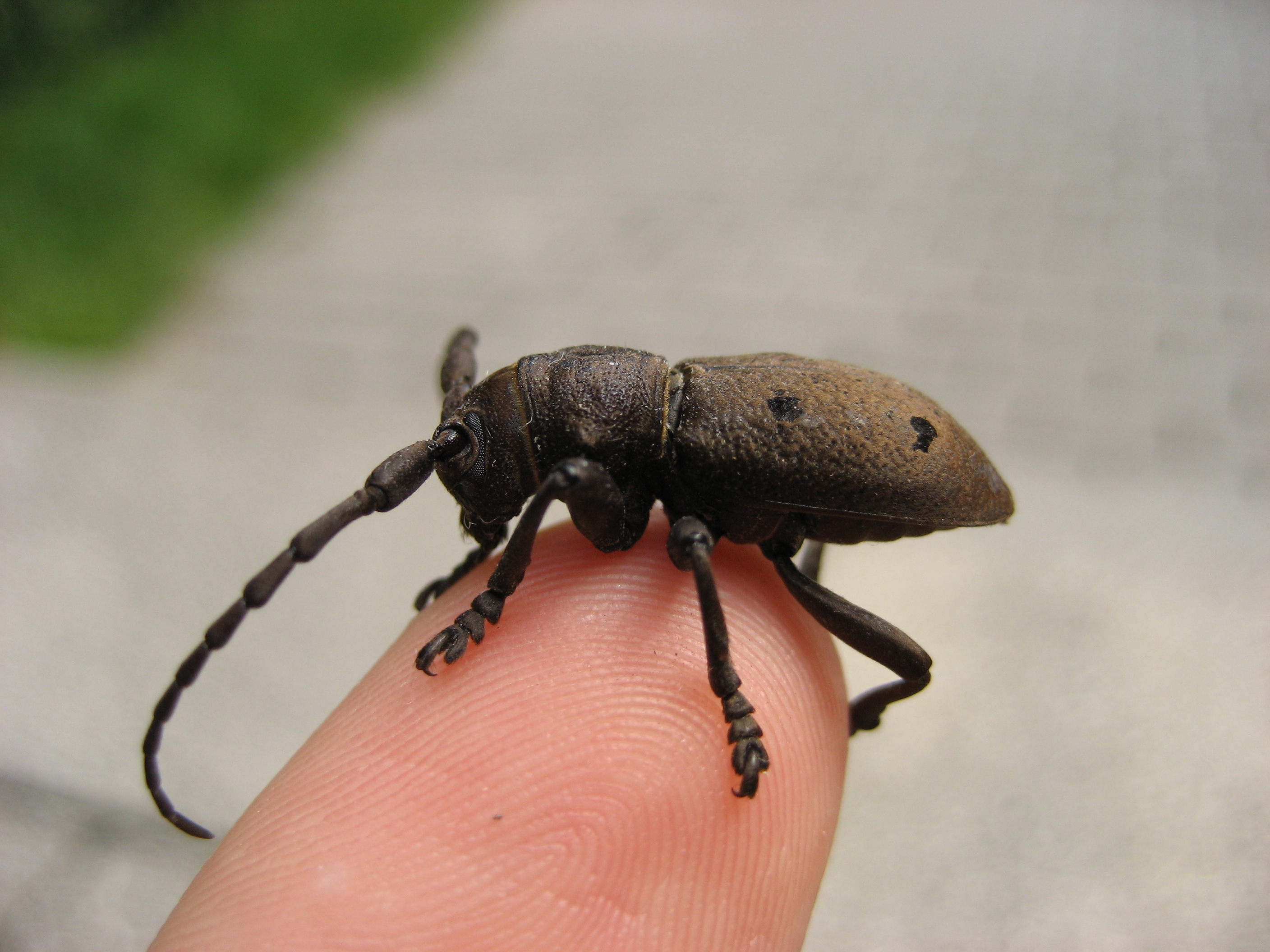
Herophila tristis